# Nick Tountas
Nick Tountas (eigentlich Nickolaus M. Tountas, * 5. Dezember 1934; † 3. Februar 2012 in Glenview, Illinois) war ein US-amerikanischer Jazz-Bassist.
Tountas, der zunächst ein Restaurant in Phoenix (Arizona) geführt hatte, war ab Ende der 1960er Jahre vor allem in der Musikszene von Chicago aktiv war. Ende der 1960er Jahre spielte er in der Begleitband der Sängerin Judy Roberts, die regelmäßig im London House konzertierte. Er wirkte ab 1971 an einer Reihe von Aufnahmesessions mit; so 1973 für Harvey Mandels Album Get Off In Chicago. Er arbeitete außerdem mit Von Freeman, Rusty Jones, Fred Kaz, Marc Pompe (Lost in the Stars auf CIMP) und Zvonimir To. Unter eigenem Namen legte er 2004 das Album Hopalong vor. Er starb 2012 im Glenbrook Hospital im Vorort Glenview an den Folgen eines Herzinfarkts.